# Mahmud Mammadguliyev
 (septembre 2024).
Mahmud Mammadguliyev (en azéri : Mahmud Əhməd oğlu Məmmədquliyev, né le 15 février 1949 à Kirovabad) est un vice-ministre des Affaires étrangères de la république d'Azerbaïdjan, diplomate, conjoint de Sévil Aliyeva, la fille du président Heydar Aliyev.

## Biographie
Mahmud Ahmed oghlu Mammadguliyev est diplômé de la faculté de droit de l'université d'État d'Azerbaïdjan en 1972. De 1972 à 1974, il est professeur à l'université d'État d'Azerbaïdjan. De 1974 à 1993, il sert dans divers organismes publics. En 1992-1993, il est vice-président du conseil d'administration de la Banque commerciale.
Dès 1993, il occupe le poste du vice-ministre des Affaires étrangères de la république d'Azerbaïdjan, et de 1995 à 2000, il est député du Milli Madjlis de la république d'Azerbaïdjan.
De 1996 à 2001, Mahmud Mammadguliyev est l’Ambassadeur extraordinaire et plénipotentiaire de la république d'Azerbaïdjan auprès du royaume de Grande-Bretagne et d'Irlande du Nord, ainsi qu'auprès de la république d'Irlande, des royaumes de Suède et de Norvège et du royaume du Danemark.
En juillet 2019, Mahmud Mammadguliyev reçoit l'ordre du 2e degré Pour service rendu au pays.